# Batalla de Viladamat
La batalla de Viladamat fou un dels combats de la Guerra Civil Catalana.

## Antecedents
El 29 de juny de 1466 mor el conestable Pere de Portugal i les autoritats catalanes oferiren la corona a Renat I d'Anjou, net de Joan I d'Aragó. Joan II de Lorena, que entrà com a lloctinent a Barcelona el 31 d'agost de 1467, i va trigar a reunir l'exèrcit amb què actuaria a Catalunya, així que Joan el Sense Fe va intentar aprofitar per ocupar l'Empordà per impedir l'avenç de l'exèrcit angeví cap a Barcelona un cop creués els Pirineus, i per això calia prendre Roses, de manera que a finals de setembre de 1466 l'exèrcit reial, al comandament de la reina Joana Enríquez s'hi va dirigir des de Manresa, passant per Olot, Besalú i Banyoles i el 22 d'octubre va començar l'assalt, però Roses va resistir i aquest fracàs va possibilitar l'avenç de l'exèrcit angeví, del que l'avançada va entrar al Principat el gener de 1467 i va arribar a Barcelona a mitjans de febrer després de prendre Castelló d'Empúries l'1 de febrer. Els angevins van ser aclamat pels seus desmoralitzats habitants, que en aquells moments patien greus penúries econòmiques. A mitjan abril va creuar els Pirineus el gruix de l'exèrcit angeví amb Joan II de Lorena al capdavant, i a qui Lluís XI feia poc que havia renovat la promesa de suport. Tot i això, no es va dirigir directament a Barcelona, sinó que abans va intentar prendre Girona, el principal nucli realista al nord de Catalunya. A mitjan agost va haver de desistir del setge emprès el 7 de juliol després d´haver-se apoderat de la major part de l'Alt Empordà davant l'anunci de l'arribada d´un exèrcit realista d´auxili al comandament del joveníssim príncep Ferran. Per por de veure's atrapat entre dos focs, va aixecar el campament i el 3 de setembre va entrar a Barcelona. La retirada de Joan d'Anjou de les comarques gironines va permetre una contraofensiva realista comandada pel príncep Ferran, que es va apoderar de diverses places de l'Alt Empordà. En el seu suport va salpar Joan el Sense Fe des de Tarragona al capdavant d'una flota que va desembarcar a Sant Martí d'Empúries el 2 d'octubre

## Batalla
El 21 de novembre de 1467, un comboi que surt de Sant Martí d'Empúries dirigit per Joan Ramon Folc IV de Cardona és derrotat amb les seves tropes reialistes contra les revoltades, dirigides per Ferri II de Lorena, el comte de Vaudemont, gendre del rei Renat d'Anjou, i per Pere Joan Ferrer i altres capitans catalans, de manera que el príncep Ferran d'Aragó es veu obligat a refugiar-se en una casa del centre de Viladamat, on fou rescatat per Alfons d'Aragó i d'Escobar.

## Conseqüències
La derrota obligà el rei Joan II i el seu hereu a refugiar-se a l'estol reial i a tornar a Tarragona per dirigir-se a Cervera. Per a Joan el Sense Fe i el príncep la derrota de Viladamat va ser la fi de les seves esperances d'aconseguir una victòria ràpida a la guerra i mentre Joan d'Anjou reforçava la seva autoritat davant les institucions catalanes i va reduir considerablement la intranquil·litat a la ciutat a causa de la crisi econòmica i financera. A mitjan desembre de 1467 el mateix Joan d'Anjou va partir per a l'Empordà per completar la victòria de Viladamat assetjant el castell de Sant Martí d'Empuries, que va acabar rendint-se quatre mesos després, el 15 d'abril de 1468, i poc després el castell de Begur. Poc després, a mitjans de juny, Joan d'Anjou va creuar els Pirineus per reclutar un exèrcit de reforç que li permetés apoderar-se de Girona, l'últim bastió realista a la zona, defensat per Alfons d'Aragó, qui el 23 de maig de 1468 vencé l'host del comte de Vaudemont, que avançava cap a Sant Joan de les Abadesses. Finalment, els reforços del duc de Lorena van portar a la capitulació de Girona l'1 de juny de 1469.